# Пелин Карахан
Пелин Карахан (на турски: Pelin Karahan) е турска телевизионна актриса. Известна е с ролята си на Аслъ Зайбек в турския сериал „Мечтатели“.

## Биография
Пелин Карахан е родена на 6 октомври 1984 година в Анкара. Има значително по-малка сестра – Ерда, с която имат 21 години разлика.
Завършва Анатолийския университет. Участва в реклами на „Кока Кола“, „Карфур“, „Кит кат“ и паста за зъби.
През 2014 година на 24 юни се омъжва за бизнесмена Бедри Гюнтай в Барселона. На 27 декември същата година се ражда и първородният им син Али-Демир Гюнтай.
През 2015-2016 г. се снима в турския сериал „Достатъчно“ (Yeter). Към края 2016 г. тя прекъсва участието си в сериала поради своята втора бременност. На 27 март 2017 година тя ражда своя втори син Джан Гюнтай.
Най-новата и роля е в сериала „Великолепният век“.